# Schule in öffentlicher Trägerschaft
Eine Schule in öffentlicher Trägerschaft (kurz auch: öffentliche Schule, staatliche Schule) ist eine Schule, die in der Trägerschaft der öffentlichen Hand ist. Im Gegensatz zu einer Schule in freier Trägerschaft wird sie vom Staat geleitet und aus Steuermitteln finanziert. Sie ist überkonfessionell und dient staatlichen Zielen, wie beispielsweise der Erziehung zur Toleranz. Öffentlichen Schulen sind für jeden zugänglich, eine wichtige Voraussetzung zur Erfüllung der Schulpflicht.

## Europa

### Deutschland
Öffentliche Schulträger sind die Kommunen oder die Landkreise. Bei städtischen Schulen ist die Kommune der Schulträger.
Auch Vertreter von Schulen in freier Trägerschaft reklamieren für ihre Einrichtungen, öffentliche Schulen (in Abgrenzung von dem Begriff Privatschule) zu sein.
siehe auch Bildungssystem in Deutschland und Bildungssystem in der DDR

### Österreich
siehe Bildungssystem in Österreich

### Schweiz
siehe Bildungssystem in der Schweiz

### Frankreich
siehe Bildungssystem in Frankreich

### Italien
siehe Bildungssystem in Italien

### Polen
siehe Bildungssystem in Polen

### Schweden
siehe Bildungssystem in Schweden

### England, Wales und Nordirland
In diesen Ländern werden öffentliche Schulen nicht als „public school“, sondern als „state school“ bzw. „county school“ bezeichnet, da unter „public school“ eine bestimmte Art exklusiver Privatschule verstanden wird.

### Schottland
Anders als im Rest des Vereinigten Königreichs, wo öffentliche Schulen als „state schools“ bekannt sind, wird der Begriff „public school“ in Schottland manchmal für öffentliche Schulen verwendet, ist aber somit zweideutig. Der Grund, weshalb die Terminologie in Schottland vom Rest des Königreichs abweicht, ist auf die sehr frühe Einführung universeller Bildung im Auftrag des Staats zurückzuführen. Schon in dieser frühen Zeit wurde der Begriff „public“ Namensbestandteil mancher Schulnamen. Aufgrund der Zugehörigkeit von Schottland zum Vereinigten Königreich wird der Begriff „state school“ aber parallel angewandt, wenn es um eine einheitliche Sprachverwendung geht. Gleichzeitig gibt es einige bekannte Schulen in privater Trägerschaft, die ebenfalls als „public school“ bekannt sind. Diese bieten Qualifikationen an, die in anderen Teilen des Königreichs häufiger anzutreffen sind, wie z. B. die A-levels neben dem in Schottland üblichen System der Scottish Qualifications Authority.

## Lateinamerika
In Ländern wie Brasilien und Mexiko wird der Begriff „öffentliche Schulen“ (escuelas públicas auf Spanisch, escolas públicas auf Portugiesisch) für Bildungseinrichtungen angewandt, die sich im Besitz von Bundes-, Landes- oder Kommunalregierungen befinden und kein Schulgeld erheben. Solche Schulen gibt es auf allen Bildungsebenen vom Anfang bis zur Ebene der Hochschulen und Universitäten.

## Südafrika
In Südafrika werden zwei Kategorien von Schulen durch das South African Schools Act of 1996 anerkannt: öffentliche und unabhängige. Unabhängige Schulen sind Privatschulen. Manche Privatschulen haben niedrige Schulgelder und werden vom Staat subventioniert, andere -- mit höheren Schulgeldern -- erhalten keine staatlichen Subventionen. Öffentliche Schulen sind alle in staatlicher Trägerschaft. Auch die sogenannten „Section 21 Schools“ (früher als „Model C“ oder „semi-private“ Schulen bekannt), die ein eigenes Aufsichtsgremium mit einem begrenzten Grad an finanzieller Selbstverwaltung haben, sind dem Staat gegenüber rechenschaftspflichtig und eigentumsrechtlich auch diesem zugehörig.

## USA und Australien
In den USA und Australien werden diese Schulen „public school“ oder „state school“ genannt.